# سولدوتنا (آلاسکا)
سولدوتنا (به انگلیسی: Soldotna) شهری در بخش شبه‌جزیره کنای ایالت آلاسکا است که جمعیت آن در سرشماری سال ۲۰۰۰ میلادی ۳۷۵۹ نفر بوده‌است.